# کنترل هوشمند خانه
کنترل هوشمند خانه (انگلیسی: Intelligent Home Control) کنترل هوشمند خانه سیستم اتوماسیون ساختمان هست که به‌طور خاصی از وضعیت جغرافیایی و موقعیت مکانی با استفاده از سیم‌ها برای هر دستگاه استفاده می‌کند. در واقع ساخته شده با LKولی حالا مالکیت آن با schnider electricوبا نام IHCکنترل هوشمند خانه به فروش رسیده‌است. معمولا در خانه های هوشمند سنسور ها نقش کلیدی در کنترل خانه دارند.
این سیستم از یک کنترل‌کننده مرکزی و تا ۸ ماژول ورودی و ۱۶ ماژول خروجی ساخته شده‌است. هر ماژول ورودی می‌تواند ۱۶ ورودی روشن و خاموش دیجیتال داشته باشد وهر ماژول خروجی ۸ خروجی روشن و خاموش دیجیتال داشته باشد که نتیجه نهایی ۱۲۸ ورودی و ۱۲۸ خروجی بر روی هر کنترلر می‌باشد.
۱- توافق‌های ماژول کنترلر
کنترل‌کننده مرکزی یک اطلاعات ارتباطی نقطه به نقطه که بوسیله سیم به هر ماژول متصل شده را دارد. این توافق بین کنترلر مرکزی و ماژول‌هایی با پالسهای پهنای ۵ولت رمزگذاری شده استفاده می‌شود مانند نمونه:
- بیشترین حالت آن ۴۱۰۰میکرو و کمترین حالت ۳۰۰میکرو
- یک پالس در هر کلید روشن و خاموش و ۱۶ پالس برای ورودی ماژولها و ۸ پالس برای خروجی ماژولها
- یک برابری اضافی پالسها :یک شماره همیشه پالسها در خاموش شدن می‌باشد و یک پالس شماره غیرعادی در برابری روشن شدن.
- پهنای پالس۶۰۰ میکرو می‌باشد.
- ورودی و خروجی خاموش با بیشترین ۳۰۰ میکرو و کمترین ۳۰۰ میکرو رمزگذاری شده‌است.
- ورودی و خروجی روشن با بیشترین ۱۵۰  میکرو و کمترین ۴۵۰ میکرو رمزگذاری شده‌است.

سیگنالهای بالا به‌طور مداوم تکرار می‌شوند.